# Phare de Killantringan
Le phare de Killantringan est un phare situé au nord de Portpatrick (en gaélique écossais : Port Phàdraig), dans le comté de Dumfries and Galloway dans le sud-ouest de l'Écosse. Le nom Killantringan est dérivé de « Cill shaint Ringain » - la chapelle de St Ringan, Ringan étant une variation médiévale de Ninian.
Il est maintenant protégé en tant que monument classé du Royaume-Uni de catégorie B.
Ce phare était géré par le Northern Lighthouse Board (NLB) à Édimbourg,l'organisation de l'aide maritime des côtes de l'Écosse.

## Histoire

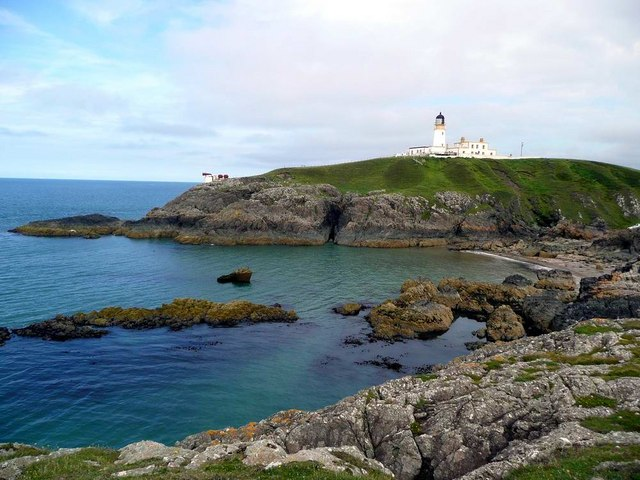
Le phare et sa corne de brume

L'accord pour la construction du phare par la Northern Lighthouse Board a été donné en 1897. Il a été construit par l'ingénieur civil écossais David Alan Stevenson. Il est entré en service le 1er octobre 1900 pour marquer de point de passage entre le Canal du Nord de la mer d'Irlande. Le rapport de l'ingénieur exigeait aussi l'installation d'un puissant signal de brume sur le site.
Le phare émettait un signal clignotant de deux éclairs en succession rapide toutes les 30 secondes. Lorsqu'on l'utilisait le signal de brouillard celui-ci émettait 3 explosions (un faible, un faible, un fort) en succession rapide toutes les 90 secondes.
La lumière a été automatisée en 1988 et le signal de brouillard abandonné l'année précédente. À la suite d'un examen complet des autorités générales des phares du Royaume-Uni en 2005, il a été décidé que Killantringan était excédentaire aux exigences actuelles, ne servant principalement que de point de repère.
Le phare a été désactivé en janvier 2007, la lampe et les lentilles ont été enlevées et données à l'étranger, et la station vendue.

### Lien connexe
- Liste des phares en Écosse